# Shavy Babicka
Shavy Warren Babicka (ur. 1 czerwca 2000 w Libreville) – gaboński piłkarz, występujący na pozycji prawego napastnika w serbskim klubie FK Crvena zvezda oraz reprezentant Gabonu.